# الوبلين (العدين)

تعديل مصدري - تعديل

الوبلين محلة تابعة لقرية الجحيف السافل، التابعة لعزلة بني عبد الله بمديرية العدين إحدى مديريات محافظة إب في الجمهورية اليمنية، بلغ تعداد سكانها 74 حسب تعداد اليمن لعام 2004.